# Cirrhilabrus punctatus
Cirrhilabrus punctatus е вид лъчеперка от семейство Labridae.

## Разпространение
Видът е разпространен в Австралия, Американска Самоа, Вануату, Нова Каледония, Папуа Нова Гвинея, Самоа, Соломонови острови, Тонга, Уолис и Футуна и Фиджи.